# Cryptobotys
Cryptobotys é um gênero de mariposa pertencente à família Crambidae.